# Klaus-Dietrich Rudat
Klaus-Dietrich Rudat (* 19. Juli 1918 in Erfurt; † 15. Mai 1990 in Leer (Ostfriesland)) war ein deutscher Mikrobiologe und Hochschullehrer.

## Leben und Werk
Klaus-Dietrich Rudat war der Sohn eines Oberpostinspektors. Er wurde nach dem Schulbesuch in Erfurt zum Wehrdienst einberufen und studierte im Anschluss von 1939 bis 1944 Naturwissenschaften und Medizin an den Universitäten Jena und Frankfurt am Main. 1942 promovierte er zum Dr. rer. nat. und 1944 zum Dr. med. Gleichzeitig legte er 1944 das medizinische Staatsexamen ab. Er arbeitete später als Oberarzt am Hygieneinstitut der Humboldt-Universität zu Berlin und habilitierte sich dort 1957. Zum 1. April 1958 wurde er als bisheriger Oberassistent Dozent für Hygiene und Bakteriologie und im folgenden Jahr Professor mit Lehrauftrag für Medizinische Mikrobiologie am Institut für Mikrobiologie und Epidemiologie der Universität Rostock. Zum 1. Juli 1960 erhielt er den vollen Lehrauftrag. 1962 floh er aus der DDR.
Sein Grab befindet sich auf dem Friedhof Nortmoor.

## Schriften (Auswahl)
- Untersuchungen über das Biddersche Organ der weiblichen Kröte (Bufo vulgaris Laur). Jena 1942.
- Die Pest in Erfurt. Jena 1944.
- Über pyrogene Stoffe und ihre Entfernung aus Injektionslösungen, Spritzen, Bluttransfusionsgeräten und anderem Sterilisiergut. In: Zentralblatt für Bakteriologie, Parasitenkunde […], S. 370 ff.
- Der Einfluß verschiedener Neutralsalze auf das Wachstum des Typhusbakteriums und die Beziehungen der festgestellten Formveränderungen untereinander sowie zu seiner klassischen Wuchsform. Berlin 1957.